# Američki borovac
Američki borovac (borovac, vajmutov bor, lat. Pinus strobus) je stablo iz porodice borova (lat. Pinaceae). 
To je četinjača koja se javlja u prirodi u Sjevernoj Americi. Danas se uzgaja u Srednjoj i Zapadnoj Europi, gdje može dosegnuti visinu od 30 do 40 m. Na istoku SAD-a dostiže visine od 55 metara. U Hrvatskoj se može naći u šumskim kulturama, parkovima i botaničkim vrtovima. Drugo ime je Weymouthov bor ili vajmutovac po istraživaču Georgeu Weymouthu. To je nacionalno drvo države Ontario (Kanada).

## Botanički opis
Kora je glatka i zelenkasto smeđa. Kasnije, kora postaje sivkasta do crna s malo ljubičaste. Grančice su tanke i svijetlo zelene. Starije grane su zelenkasto smeđe i dlakave.
Pupovi su ovalni i narančasto-smeđi. Ima vitke, plavkasto-zelene iglice od 8-12 cm. Rastu u nakupinama od pet u neposrednoj blizini, te su usmjerene prema vrhu.
Češeri su smeđi, u obliku banane i 10-15 cm dugi. Mladi češeri su zeleniji i ravniji nego kod stariji.
Drvo je blijedo smeđe i svjetlo. Dobro je za izradu vrata i prozora, ali i za opće namjene, kao što su izrada sanduka i namještaja.

## Vanjske poveznice
|  | Zajednički poslužitelj ima još gradiva o temi Američki borovac |
|  | Wikivrste imaju podatke o taksonu Američki borovac             |